# Davor Zdravkovski
Davor Zdravkovski (Skopie, 20 de marzo de 1998) es un futbolista macedonio que juega de centrocampista en el AEL Limassol de la Primera División de Chipre.

## Trayectoria
Zdravkovski comenzó su carrera en el FK Makedonija Ǵorče Petrov, de su país, en 2015.

### AEL Limassol
En 2017 fichó por el AEL Limassol de la Primera División de Chipre, con el que debutó el 26 de octubre de 2017 frente al Olympiakos Nicosia FC.

## Selección nacional
Zdravkovski fue internacional sub-17 y sub-19 con la selección de fútbol de Macedonia del Norte, y en la actualidad es internacional sub-21.

## Clubes
| Club                        | País                | Año       |
| --------------------------- | ------------------- | --------- |
| FK Makedonija Gjorče Petrov | Macedonia del Norte | 2015-2017 |
| AEL Limassol                | Chipre              | 2017-2023 |
| Motherwell F. C.            | Escocia             | 2023-2025 |
| AEL Limassol                | Chipre              | 2025-     |

## Palmarés

### Títulos nacionales
| Título         | Club         | País   | Año  |
| -------------- | ------------ | ------ | ---- |
| Copa de Chipre | AEL Limassol | Chipre | 2019 |